# St. Konrad (Haar)

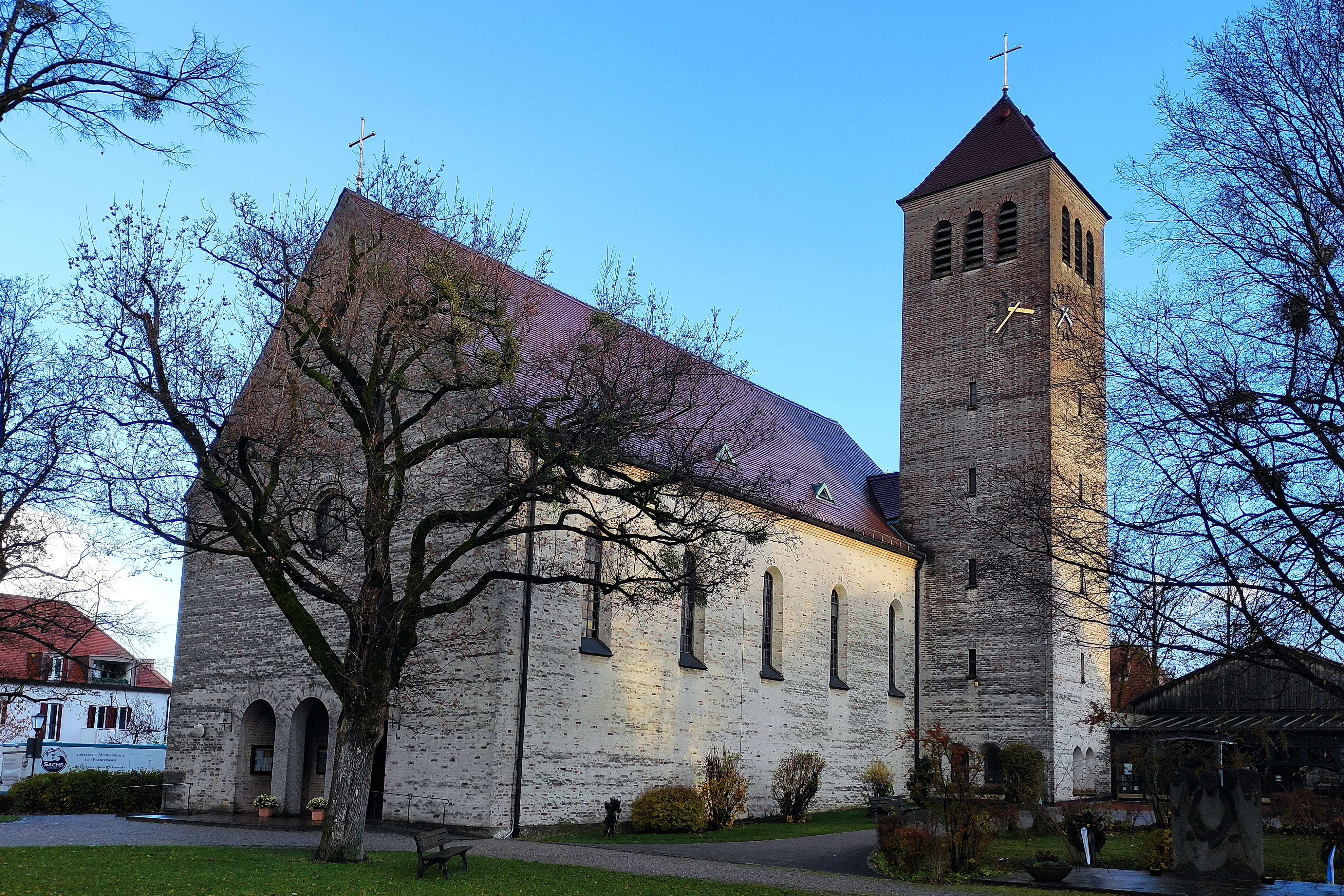
St. Konrad in Haar

Die römisch-katholische Pfarrkirche St. Konrad von Parzham steht in Haar, einer Stadt im oberbayerischen Landkreis München. Das Bauwerk ist in der Liste der Baudenkmäler in Haar als Baudenkmal unter der Nr. D-1-84-123-5 eingetragen. Die Kirche gehört zum Pfarrverband Haar im Dekanat München-Nordost im Erzbistum München und Freising.

## Geschichte
Seit dem Mittelalter gehörte Haar ebenso wie Gronsdorf und Trudering zur Pfarrei Bogenhausen. Als Trudering im Jahr 1836 eine eigene Pfarrei wurde, gliederte man die Haarer Nikolauskirche als Filialkirche ein. Nach der Errichtung der Heil- und Pflegeanstalt Eglfing im Jahr 1905 stieg die Einwohnerzahl von 472 auf 5.300 im Jahr 1933. Zwar wurde 1927 eine Expositur eingerichtet, doch wurde ein neuer Kirchenbau dringend benötigt. Die Einwerbung von ausreichenden Geldmitteln gelang durch die Verschickung von 100.000 Bettelbriefen um Spenden für den Neubau. Am 24. Juli 1932 fand die die feierliche Grundsteinlegung für die Konrad-Kirche statt. Nach elf Monaten Bauzeit war sie fertiggestellt. Am 30. April 1933 wurde die Kirche durch Kardinal Michael von Faulhaber eingeweiht; der Kardinal war dabei von Männern der Sturmabteilung empfangen worden. Am 1. Januar 1935 schied Haar aus dem Pfarrverband Trudering aus und wurde zuerst als selbständige Kuratie und am 1. Juli 1942 dann als Pfarrei St. Konrad von Parzham errichtet, mit Gronsdorf als Filiale. Erster Pfarrer wurde der Bauherr der Kirche, Peter Leyerer aus Velden.
1980 zählte die Pfarrei 5.700 Mitglieder. Weil das 1935 erbaute Pfarrhaus und Jugendheim von 1964 nicht mehr den Anforderungen genügten, erfolgte 1980/81 der Ausbau zu einem Pfarrzentrum als geschlossenes Ensemble. Aufgrund der schwindenden Katholikenzahlen und des allgemeinen Priestermangels wurden am 1. September 2006 die beiden Pfarreien St. Konrad und St. Bonifatius zu einem Pfarrverband zusammengeführt. 2014 kam die Pfarrei St. Martin, Ottendichl, hinzu und es wurde der Pfarrverband Haar - St. Konrad, St. Bonifatius, St-Martin gegründet. Im Januar 2016 gab es eine erneute Umstrukturierung: Das Territorialgebiet der Krankenhauspfarrei St. Raphael wurde umgepfarrt zu St. Konrad.

## Beschreibung

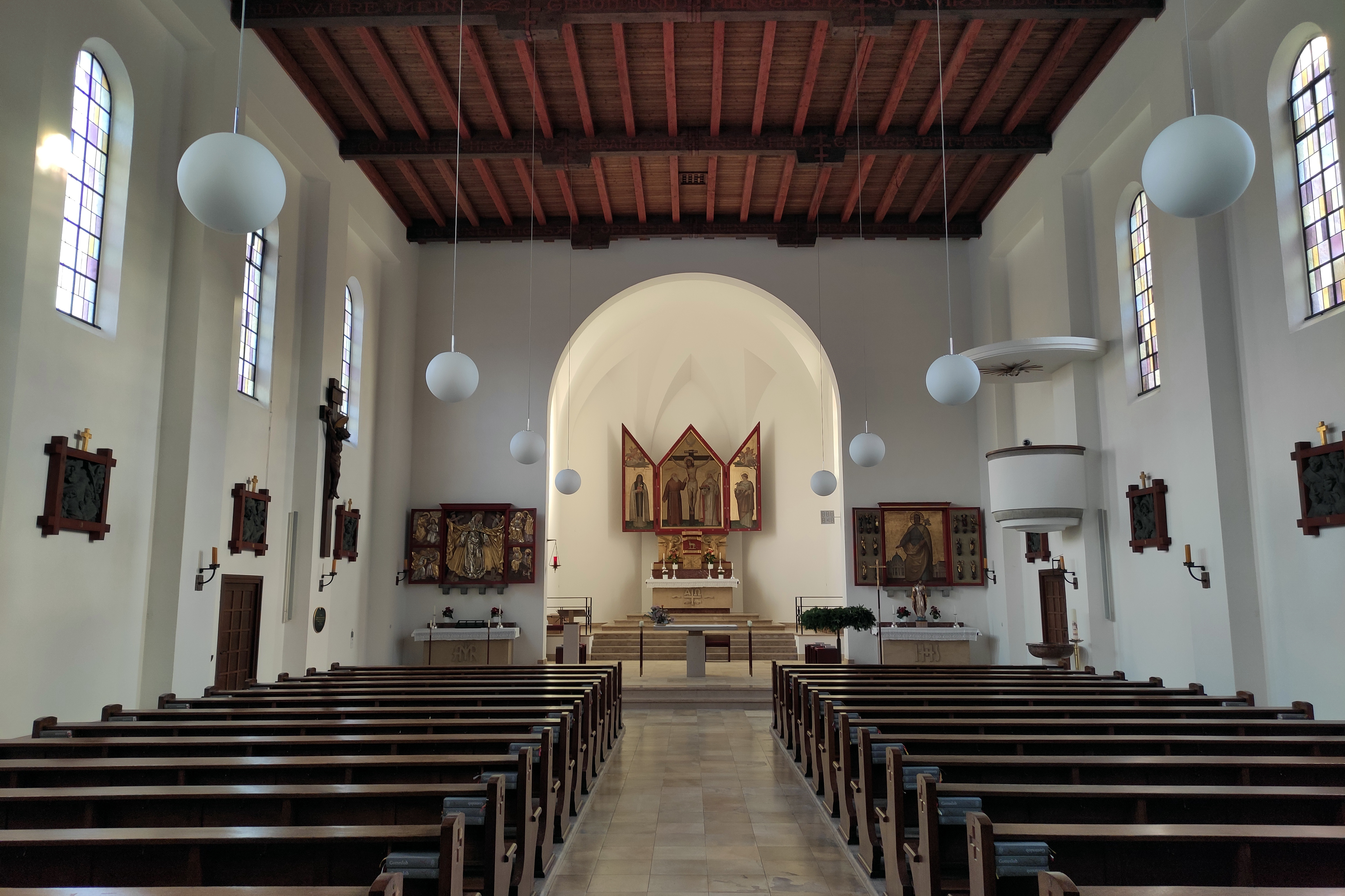
Innenraum

Falls eine Erlaubnis bestand, das Material gemäß den Bestimmungen der Lizenz Creative-Commons-Lizenz Namensnennung – Weitergabe unter gleichen Bedingungen 4.0 zu nutzen, oder du selbst der Urheber des Textes in der unten angeführten Quelle bist, sende bitte eine vollständig ausgefüllte Freigabeerklärung unter Verwendung deines Realnamens und der Angabe, um welchen Artikel es geht, an die Adresse permissions-dewikimedia.org per E-Mail.
Wenn du den Rechteinhaber nachträglich um Erlaubnis bitten willst, kannst du diese Textvorlage dafür benutzen.
Nach Bearbeitung durch das Wikipedia-Support-Team wird die Freigabe auf der Diskussionsseite dokumentiert und der Text wiederhergestellt. 
Fragen bitte an: Urheberrechtsfragen
Herkunft:  --Leserättin (Diskussion) 11:25, 18. Jul. 2025 (CEST)